# Werner Tscholl
Werner Tscholl (Laces, 12 febbraio 1955) è un architetto italiano, attivo soprattutto in Alto Adige.
Le opere di Tscholl, inserite nell'ambiente naturale delle valli alpine dominate dall'architettura tradizionale, non ripropongono una sua copia, ma esprimono, riproponendo spesso elementi costruttivi propri della tradizione, la firma dell'autore sempre visibile. Inoltre Tscholl utilizza spesso elementi squisitamente moderni, come pareti vetrate e strutture in acciaio a vista.

## Inizio della carriera
Nato in Val Venosta, Tscholl aprì a Morter (una frazione di Laces) il proprio studio due anni dopo essersi laureato a Firenze, nel 1981. Il paese dove si insediò si trova nella valle nativa dell'architetto, è anche vero che la sua scelta possa essere stata dettata da un intelligente calcolo: le valli del Trentino-Alto Adige erano un terreno fertile per un interessante sviluppo dell'architettura allora appena agli inizi. Solo nel 1979, ad esempio, Walter Dietl e Karl Spitaler avevano aperto i loro studi proprio nella stessa valle.
Otto anni dopo l'inizio della sua attività, la carriera dell'architetto ebbe un'importante svolta grazie all'incontro con Walter Rizzi, un imprenditore che gli richiese di progettare sia un piccolo deposito agricolo a Morter, sia la propria abitazione a San Martino in Monte. Rizzi era un amante del territorio valdostano e dei suoi isolati castelli, e Tscholl dovette, in questi due impieghi, considerare il forte rapporto tra gli edifici e l'ambiente circostante. Il magazzino a Morter è per lo più interrato e, nascondendo il proprio volume sotto terra, emerge in un edificio di pietra modellato come una rovina, ma evidentemente moderno per via degli elementi in acciaio zincato. La casa a San Martino invece è ben evidente sul crinale della valle, e ripropone la forma cilindrica delle torri medioevali, così come una torre è rivestito di pietra estratta in loco ed è ben visibile e isolata dal paese vicino; tozza e chiusa dal lato della montagna, è però aperta dal lato della valle in una grande loggia che ne mostra la struttura interna in acciaio. Vale la pena di menzionare che per questo progetto l'arredamento fu progettato in modo da adattarsi e assecondare la forma circolare della pianta e l'andamento curvo delle pareti; il rivestimento esterno in pietra, poi, fu posato da due soli muratori per garantirne l'omogeneità su tutta la superficie, cosa che richiese due anni. Dal punto di vista stilistico invece si può notare come compaia in questo edificio un elemento particolarmente apprezzato da Tscholl: l'ingresso attraverso un vano poco in vista e separato dal resto del volume dell'edificio e che contiene le scale.
Con l'intervento di recupero e ampliamento dell'ala ovest del castello di Silandro (1993-1996), commissionatogli dalla provincia autonoma di Bolzano, Tscholl si trova per la prima volta a dover inserire nuovi volumi in un edificio storico. L'attenzione dell'architetto è rivolta soprattutto a rispettare la stratificazione visibile nel castello che ha attraversato sette secoli, questa stratificazione è riprodotta nei materiali, pur moderni, che Tscholl scelse per i volumi di nuova costruzione.

## Anni novanta e primi duemila
Nel periodo seguente furono realizzati tre interventi esemplari su altrettanti edifici in rovina: Casa Knoll a Colsano (1995-1999), Castel Principe di Burgusio (1996-1999) e la torre Reichenberg (1998-2000) a Tubre. A Colsano Tscholl dovette progettare una casa per le vacanze partire dalle spesse mura di pietra prive di sostanziali aperture di un vecchio granaio. L'architetto risolse il problema continuando queste mura in altezza con una struttura in legno e permettendo che la luce scendesse dal piano di nuova costruzione a quello inferiore. Per il Castel Principe, che aveva appena subito un crollo, la provincia richiese, insieme alla torre diroccata, un adeguamento degli spazi interni ed esterni per la scuola agraria che lì aveva sede da pochi anni. L'intervento di Tscholl si distingue per il netto confronto tra preesistenze e nuovi volumi, inseriti in maniera il più possibile reversibile. I materiali scelti, per armonizzarsi a quelli della struttura storica furono principalmente acciaio zincato, vetro e legno non trattato. Questo concetto di intervento reversibile emerge fortissimo dalla ristrutturazione della torre Reichenberg, un mastio ormai isolato che adesso ospita una singolare casa per le vacanze a sei piani: all'interno delle mura della torre (un cilindro di 5 m di diametro per 25 di altezza), da cui non sono state scavate nuove aperture, la struttura della casa è assolutamente indipendente. Anche qui buona parte della luce proviene dall'alto, attraverso quattro lucernari.
Nel progetto di casa Mumelter a Bolzano (1999-2000) Tscholl introdusse due novità nel proprio linguaggio progettuale: l'edificio è costruito con materiali leggeri ed energeticamente passivi ed è sollevato dal terreno per permettere una meravigliosa vista sul vigneto antistante. Soluzione, questa, che l'architetto avrebbe riproposto in maniera diversa in molti suoi progetti e che si nota anche, seppur debolmente, nell'importante design dell'edificio per uffici Selimex, costruito tra il 2000 e il 2004 a Laces per Walter Rizzi: mentre una vasta e sottile vasca crea uno specchio d'acqua che nasconde il piano più basso dell'edificio, riservato a ambienti di servizio, spicca sopra di essa un parallelepipedo completamente coperto di vetro; infatti oltre alle pareti trasparenti anche i solai e i montanti sono coperti da una griglia di pannelli di vetro serigrafati in color verde abete che di giorno riflettono la luce circostante e di notte sono illuminati dall'interno con colori diversi. È invece incorniciata da un piedistallo e da una piastra superiore uguali l'edificio per uffici che Tscholl progettò a Milano per la Mondadori nel 2005: due parallelepipedi di vetro sono alloggiati all'interno del volume definito dal podio e già rigidamente stabilito da un piano precedente. Anche questo edificio avrebbe dovuto, nelle intenzioni del progettista, essere alloggiato sopra una vasca d'acqua.

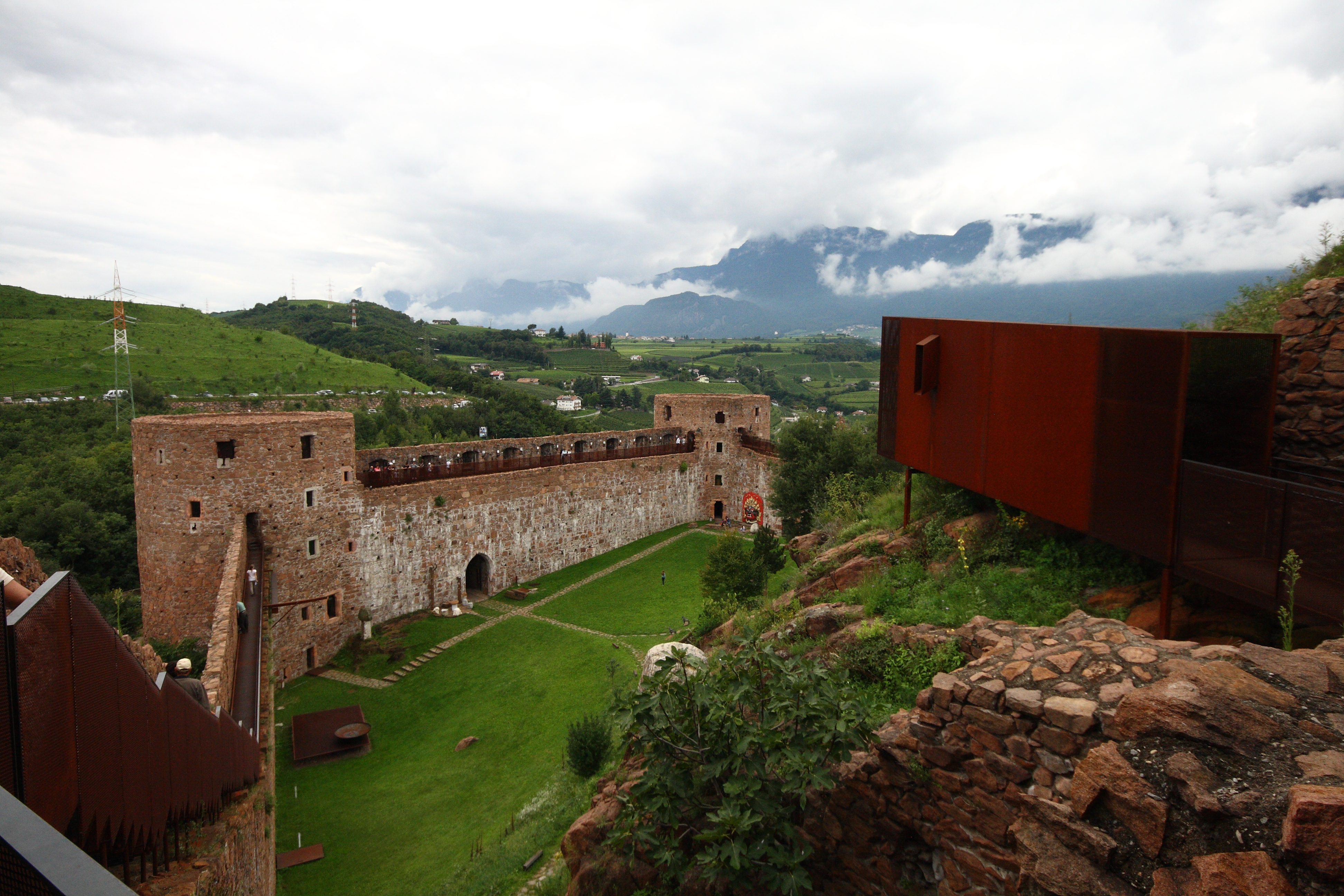
Vista del castel Firmiano dopo il recupero

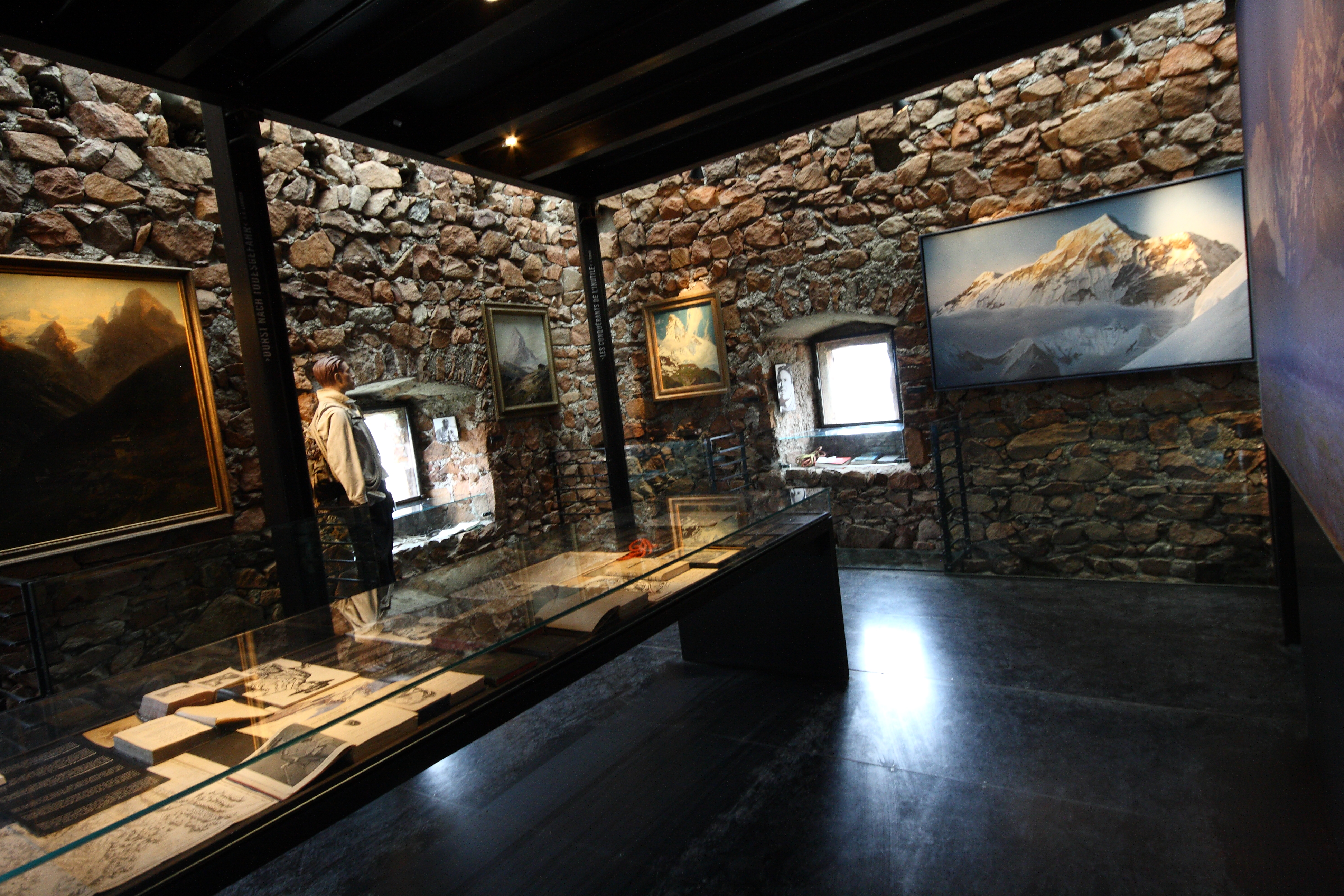
Interno

Maturata già una notevole esperienza in fatto di recupero e ampliamento di antiche strutture, Werner Tscholl vinse una gara per il recupero del castel Firmiano a Bolzano e per la realizzazione al suo interno del nuovo Messner Mountain Museum (2001-2006). Eccettuato il cuore più antico del castello, soggetto a scavi archeologici, le mura in pietra furono ripulite e consolidate e le aggiunte vennero compiute con l'acciaio come unico materiale predominante. Rispettando la forma delle rovine come era giunta fino a quel momento, dove i camminamenti sulla cinta muraria erano impraticabili vennero aggiunte delle passerelle in acciaio ex-novo al di sopra delle mura diroccate. All'interno delle torri il percorso del museo è stato progettato su più livelli creando strutture d'acciaio sospese a travi agganciate alla muratura al di sopra di esse. Mentre all'esterno l'acciaio è stato lasciato arrugginire naturalmente per creare un'uniformità con la roccia ferrosa, all'interno è stato trattato a cera per fargli mantenere un colore scuro che lasciasse l'attenzione concentrata sulle irregolarità delle mura storiche oppure, come nel torrione sud-ovest, che mettesse in mostra la forza della struttura metallica in sé.

## Opere recenti
Negli anni seguenti la carriera di Tscholl non ha subito flessioni. Richiamato per un ampliamento della scuola agraria di Burgusio all'esterno delle mura del Castel Principe (2005-2011), ebbe l'incarico di inserire un nuovo museo e nuovi ambienti di accoglienza e amministrazione nell'abbazia di Monte Maria a poca distanza (2005-2008). L'ardita soluzione che l'architetto adottò per non guastare la bellezza del panorama, che abbracciava tali reperti storici, fu di interrare completamente l'edificio della scuola, articolando gli ambienti intorno a tre corti che risultano, all'esterno, pozzi recintati.
Tra le opere più recenti vale sicuramente la pena di menzionare la cantina vinicola a Termeno (2007-2010) e il museo del Passo Rombo (2007-2011). La prima presenta un'analogia con gli uffici della Mondadori a Milano: i nuovi edifici si accostano a una vecchia cascina che con essi dialoga; i volumi in vetro aggiunti (due ali che si dipartono dall'edificio preesistente) sono circondati come una rete irregolare, o piuttosto una vigna, da una struttura autoportante in alluminio verniciata di verde. Questo genere di linguaggio fortemente scultoreo è ben presente nella casa Gamper a Velturno, costruita tra il 2008 e il 2013 e assomigliante a un masso erratico rivestito di legno di cedro posato sul terreno verde, oltre che nei padiglioni realizzati sulla strada del passo Rombo. Questi quattro padiglioni e il piccolo museo posto in prossimità del passo hanno quasi tutti funzione tanto di belvedere quanto di ambienti allestiti e si distinguono per le loro forme originali e per la temerarietà degli elementi a sbalzo sui declivi.